# Jesus nahm zu sich die Zwölfe, BWV 22
Jesus nahm zu sich die Zwölfe, BWV 22 (Jesús cridà entorn seu tots dotze), és una cantata religiosa de Johann Sebastian Bach per al diumenge de Quinquagèsima o d'Estomihi, que és el diumenge anterior a la quaresma, estrenada a Leipzig el 7 de febrer de 1723.

## Origen i context
Aquesta cantata i la següent, BWV 23, constituïren la prova que Bach feu per accedir a la plaça de kantor de l'Església de sant Tomàs de Leipzig, que estava vacant des de la mort de Johann Kunhau ocorreguda el 5 de juny de 1722. Després de la renúncia de Telemann que l'havia guanyada el 13 d'agost de 1723, el Consell Municipal s'inclina, el 15 de gener, per J. Christoph Graupner però, davant la possibilitat que aquest no arribés a desplaçar-se a Leipzig, decideix examinar altres candidats. Finalment, el 7 de febrer de 1723 es concedeix el càrrec a Bach, després de sentir aquestes dues cantates, interpretades, respectivament, abans i després, del sermó de la missa. Una còpia de la partitura feta per J. Andreas Kuhnau, nebot de Bach, ho corrobora amb la inscripció “Aquesta és l'obra de prova per a Leipzig”.
D'autor anònim, el text tracta de l'evangeli del dia (Lluc 18, 31-34) sobre l'arribada de Jesús a Jerusalem, on serà crucificat. A més de les BWV 22 i BWV 23, per a aquest diumenge es conserven les cantates BWV 127 i BWV 159.

## Anàlisi
Obra escrita per a contralt, tenor, baix i cor; oboè, corda i baix continu. Consta de cinc números.
1. Arioso (tenor, baix i cor): Jesus nahm zu sich die Zwölfe (Jesús cridà entorn seu tots dotze)
2. Ària (contralt): Mein Jesu, ziehe mich nach dir (Mon Jesús, porta'm amb tu)
3. Recitatiu (baix): Mein Jesu, ziehe mich, so werd ich laufen (Mon Jesús, guia'm i correré)
4. Ària (tenor): Mein alles in allem, mein ewiges Gut (El meu Tot en Tot, el meu bé etern)
5. Coral: Ertöt uns durch dein Güt (Mortifica'ns per la teva bondat)

L'obra comença amb una breu introducció orquestral, i a continuació intervenen el tenor, el baix i el cor (amb tres cantats a cada veu), que fan el paper de l'evangelista, de Jesús i dels dotze apòstols, respectivament. Les dues àries, separades per un recitatiu de baix, contrasten clarament; la primera, de contralt acompanya de l'oboè i el continu, és una ària de reflexió, mentre que la segona, de tenor, corda i continu, té un aire de dansa i no pot descartar-se que hagués format part de les cantates de felicitació que Bach componia a Köthen anys abans; un coral, tanca com és habitual l'obra. Té una durada aproximada d'uns vint minuts.

## Discografia seleccionada
- J.S. Bach: Das Kantatenwerk. Sacred Cantatas Vol. 2. Gustav Leonhardt, Tölzer Knabenchor & King’s College Choir Cambridge, David Willcocks (director del cor), Leonhardt-Consort, Paul Esswood, Kurt Equiluz, Max van Egmond. (Teldec), 1994.
- J.S. Bach: The complete live recordings from the Bach Cantata Pilgrimage. CD 11: King’s College Chapel, Cambridge; 5 de març de 2000. John Eliot Gardiner, Monteverdi Choir, English Baroque Soloists, Claudia Schubert, James Oxley, Peter Harvey. (Soli Deo Gloria), 2013.
- J.S. Bach: Complete Cantatas Vol. 3 . Ton Koopman, Amsterdam Baroque Orchestra & Choir, Elisabeth von Magnus, Paul Agnew, Klaus Mertens. (Challenge Classics), 2009.
- J.S. Bach: Cantatas Vol. 8. Masaaki Suzuki, Bach Collegium Japan, Yoshikazu Mera, Gerd Türk, Peter Kooij. (BIS), 1998.
- J. S. Bach: Church Cantatas Vol. 7. Helmuth Rilling, Indiana University Chamber Singers, Bach-Collegium Stuttgart, Helen Watts, Adalbert Kraus, Wolfgang Schöne. (Hänssler), 1999.
- J.S. Bach: Jesus, deine Passion. Philippe Herreweghe, Collegium Vocale Gent, La Chapelle Royale, Matthew White, Jan Kobow, Peter Kooy. (Harmonia Mundi), 2007.